# 国基路街道
国基路街道，是中华人民共和国河南省郑州市金水区下辖的一个乡镇级行政单位。

## 行政区划
国基路街道下辖以下地区：
二十一世纪社区、风雅颂社区、新田社区、魏河社区、琥珀名城社区、金印阳光社区、康居苑社区、国基社区、新龙社区、宏康社区、沙门村、柳林村、高皇寨村、路砦村、刘庄村、杓袁村和杨君刘村。